# Pafos FC
Pafos FC, även känd som Pafos, är en cypriotisk fotbollsklubb från staden Pafos. Klubben grundades 2014.

## Placering tidigare säsonger
| Säsong  | Nivå | Liga            | Placering | Referens | Notering                               |
| ------- | ---- | --------------- | --------- | -------- | -------------------------------------- |
| 2014/15 | 2    | Second Division | 2         | [ 1 ]    | Uppflyttad till Cypriot First Division |
| 2015/16 | 1    | First Division  | 12        | [ 2 ]    | Nedflyttad till Second Division        |
| 2016/17 | 2    | Second Division | 2         | [ 3 ]    | Uppflyttad till Cypriot First Division |
| 2017/18 | 1    | First Division  | 10        | [ 4 ]    |                                        |
| 2018/19 | 1    | First Division  | 8         | [ 5 ]    |                                        |
| 2019/20 | 1    | First Division  | p.        | [ 6 ]    | pandemin                               |
| 2020/21 | 1    | First Division  | 8         | [ 7 ]    |                                        |
| 2021/22 | 1    | First Division  | 6         | [ 8 ]    |                                        |
| 2022/23 | 1    | First Division  | 4         |          |                                        |

## Kända spelare
- Abdisalam Ibrahim
- Nahir Besara
- Muamer Tanković
- Onni Valakari